# Groot Laboratorium
Het Groot Laboratorium (of kortweg Groot Lab) is een gebouw in Amsterdam, waarin het laboratorium van de Bataafsche Petroleum Maatschappij (BPM), later Shell, was gevestigd. Het gebouw ligt in de wijk Overhoeks in Amsterdam-Noord, naast de Toren Overhoeks, en is door een voetbrug gescheiden van de Tolhuistuin.
Nadat Shell zich uit dit gebouw had teruggetrokken kreeg het andere functies. Vanaf juni 2013 is de broedplaats A Lab gevestigd in de rechter voorvleugel van het gebouw. In januari 2016 is de linker voorvleugel van het gebouw door de Amsterdamse Hogeschool voor de Kunsten in gebruik genomen.
Vanaf september 2014 is Clink Hostel in de achterste vleugel gevestigd.

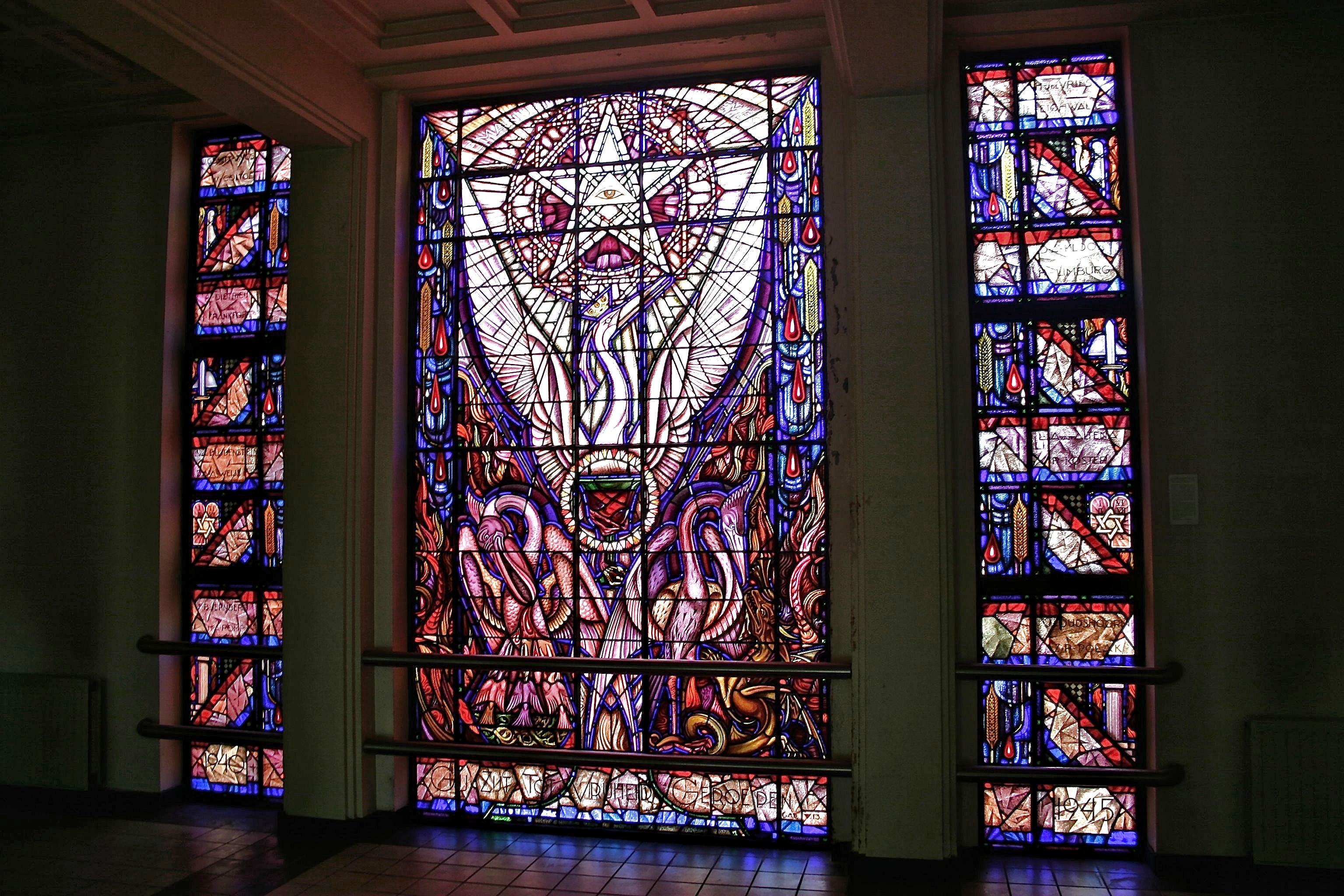
Herdenkingsraam op de 2e verdieping

In het gebouw bevinden zich, in een van de twee grote trappenhuizen, gedenkramen van glas in lood van Max Nauta uit 1939 en 1947. Het raam op de 2e verdieping uit 1947 is een oorlogsmonument ter herinnering aan de in de Tweede Wereldoorlog omgekomen medewerkers van de BPM.